# Негенборн
Негенборн (њем. Negenborn) општина је у њемачкој савезној држави Доња Саксонија. Једно је од 32 општинска средишта округа Холцминден. Према процјени из 2010. у општини је живјело 703 становника. Посједује регионалну шифру (AGS) 3255030.

## Географски и демографски подаци
Негенборн се налази у савезној држави Доња Саксонија у округу Холцминден. Општина се налази на надморској висини од 190 метара. Површина општине износи 9,9 km². У самом мјесту је, према процјени из 2010. године, живјело 703 становника. Просјечна густина становништва износи 71 становника/km².